# جائزة البرازيل الكبرى 2006
جائزة البرازيل الكبرى 2006 (بالإنجليزية: 2006 Brazilian Grand Prix)‏ هو سباق فورمولا 1 أقيم في حلبة جوزيه كارلوس بيس للسيارات، البرازيل. كان الثامن عشر من أصل 18 في بطولة العالم لسباقات الفورمولا واحد موسم 2006. حلّ البرازيلي فيليبي ماسا أولا بينما جاء الإسباني فرناندو ألونسو في المركز الثاني وحصل على المركز الثالث البريطاني جنسن باتون.